# Architecture en Guyane
L’architecture de la Guyane, regroupe à l’origine, l’architecture amérindienne, l’architecture créole et l’architecture bushinenge. Ces architectures se mêlent aux styles architecturaux modernes.

## Architecture pré-coloniale

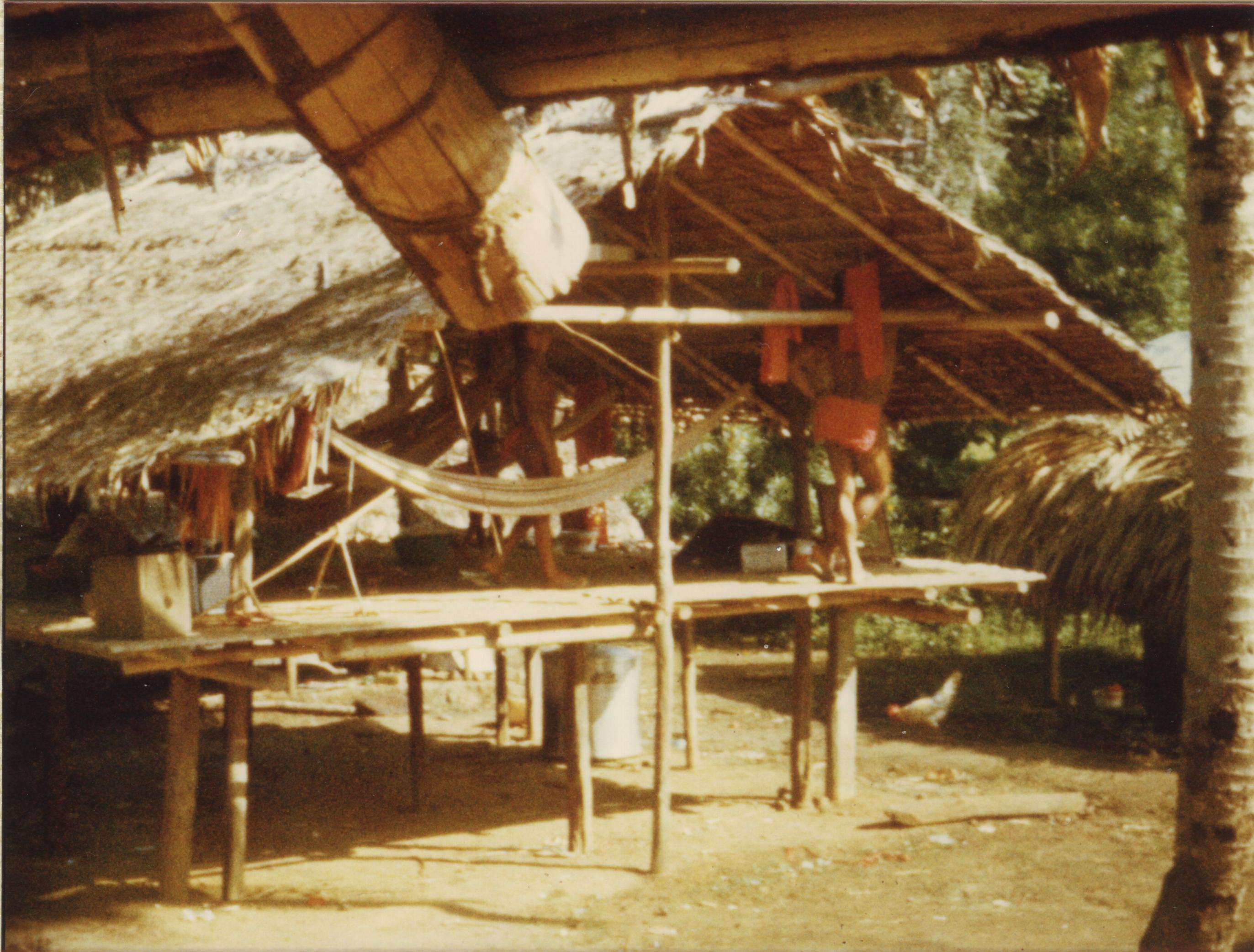
Carbet du village Antecume-Pata des Wayana, en 1979

L’habitat amérindien est traditionnellement centrée sur la construction de carbets. Ils changent de formes selon les régions et différentes ethnies présentes sur le territoire guyanais. Ils peuvent être construits sur le sol ou sur pilotis. Les carbets traditionnels des Wayanas sont très apprécié grâce au Maluana, qui est un ciel de case, utilisé pour décorer le dôme du Tukusipan (carbet communautaire).

## Architecture coloniale

### Architecture créole

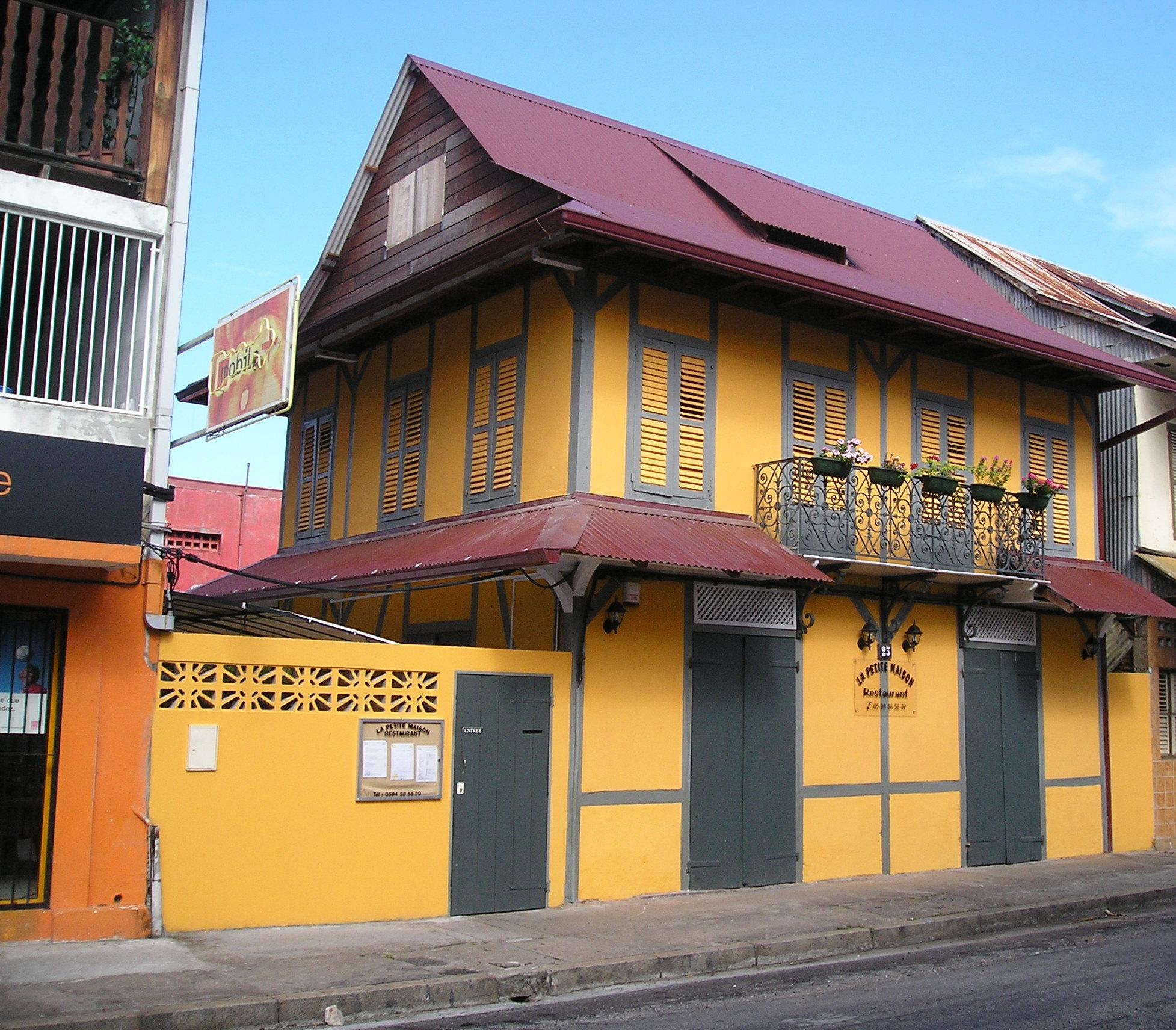
Maison créole réhabilitée en restaurant.

L’architecture créole, issue de la période coloniale est née dès le XVIIe siècle. Elle est constituée de maisons créoles, appelée localement case (kaz en créole guyanais), construite avec de l’argile fait sur place, du sable, des bois locaux, des métaux et du ciment.

### Forts
- Fort Cépérou
- Fort Diamant
- Fort Trio

### Habitations
- Habitation Vitalo

## Architecture bushinenge

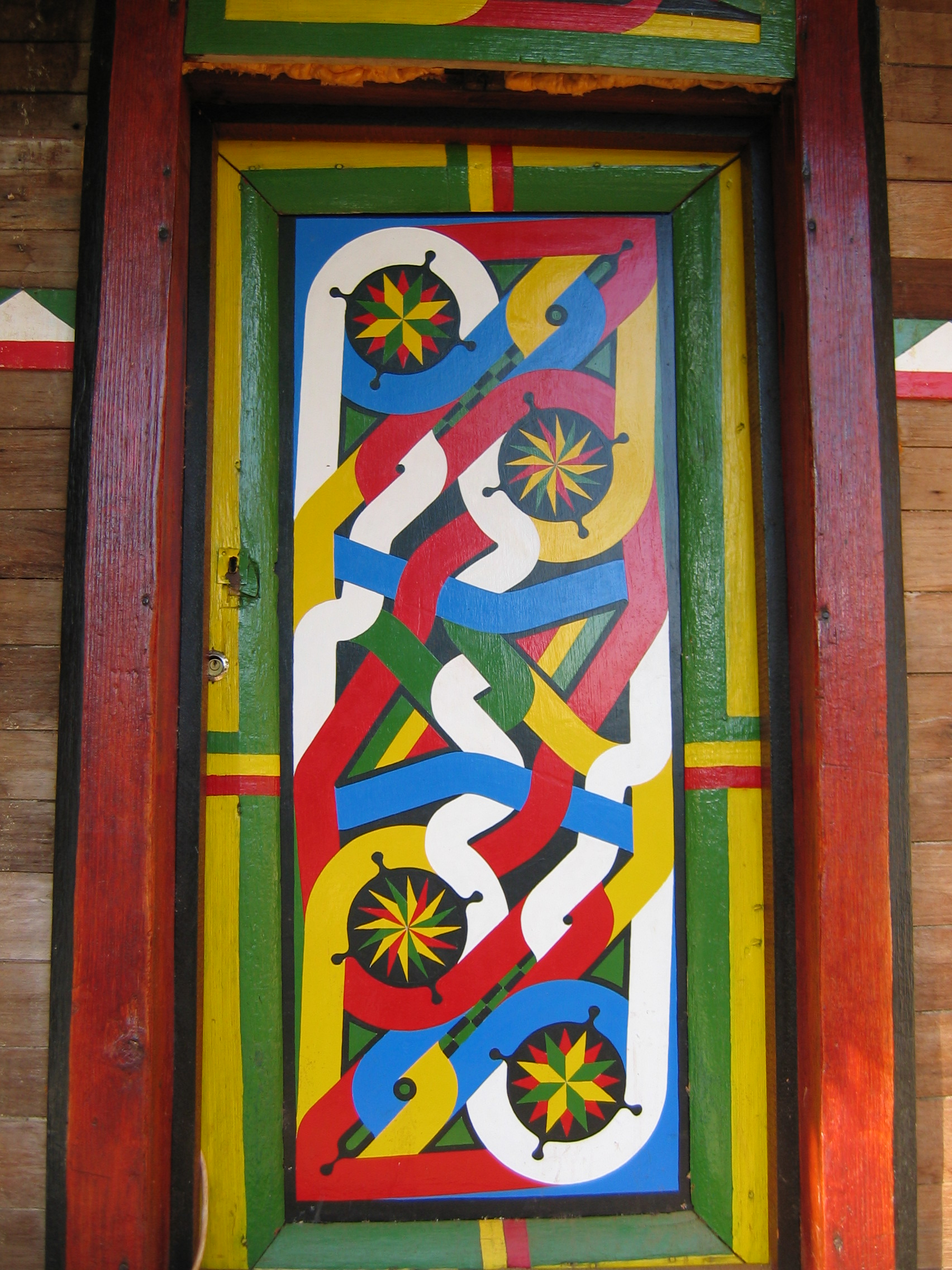
Porte peinte à Apatou.

Entre le XVIIIe siècle et le XIXe siècle, les populations noires marrons vont développer une architecture notable. Initialement inspiré de l’architecture amérindienne, elle va de plus en plus s’en éloigner pour créer un style unique, marqué par l’origine africaine de ces peuples. L’habitat traditionnel des Bonis est reconnu pour l’utilisation de l’art Tembé, typique de ces peuples.

## Monument historique
- Liste des musées de Guyane
- Liste des monuments historiques de la Guyane
  - Liste des monuments historiques de Cayenne
- Liste des édifices labellisés « Patrimoine du XXe siècle » de la Guyane
- Liste des églises de la Guyane
- Liste des habitations de la Guyane

## Galerie

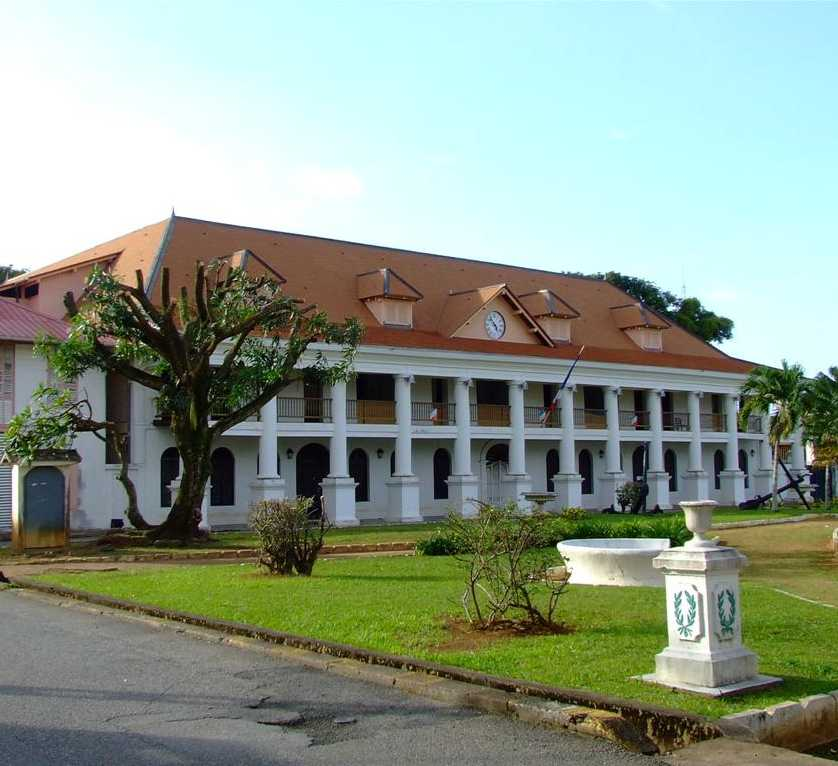
Hôtel de préfecture de la Guyane.
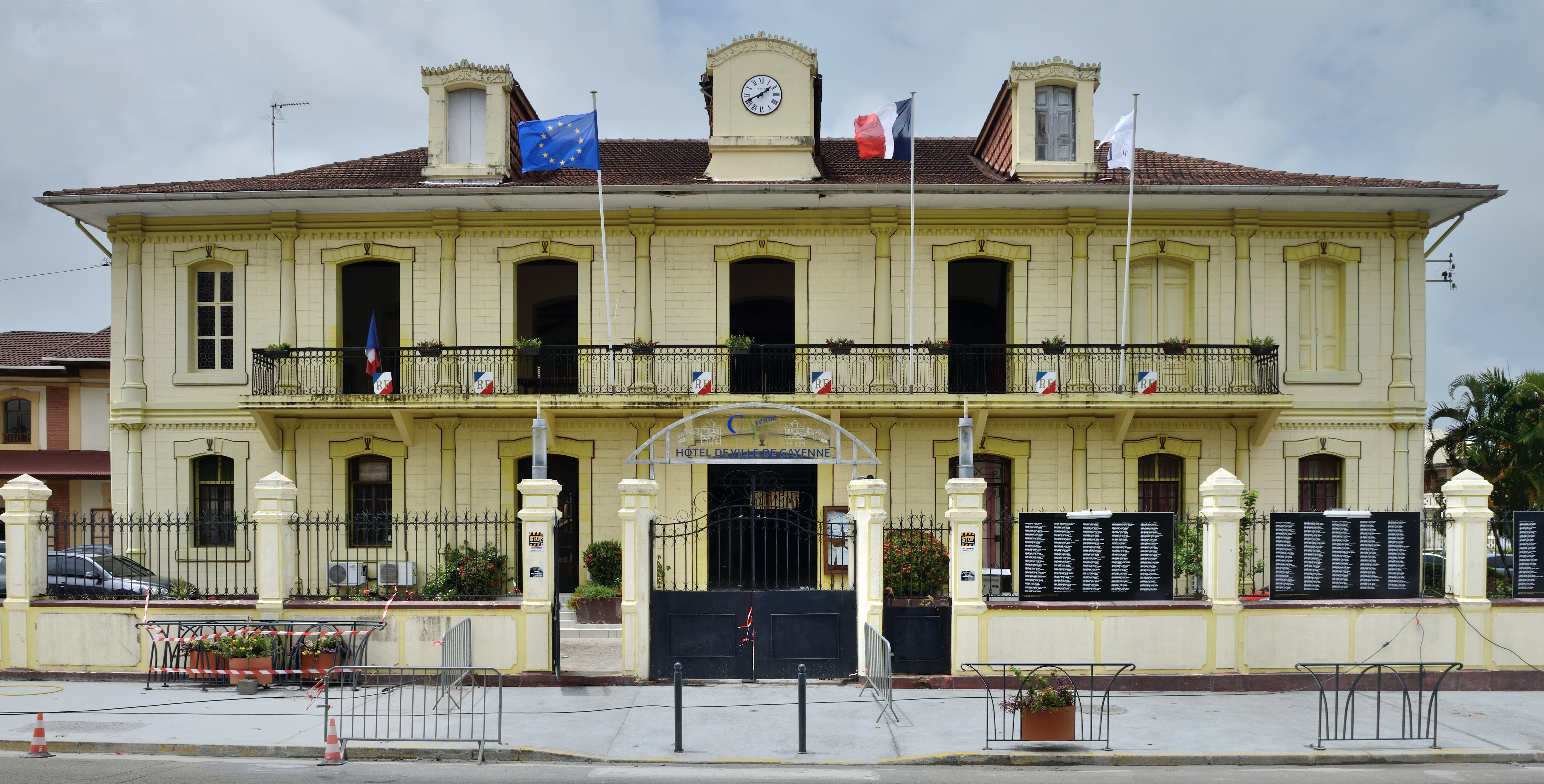
Hôtel de ville de Cayenne.
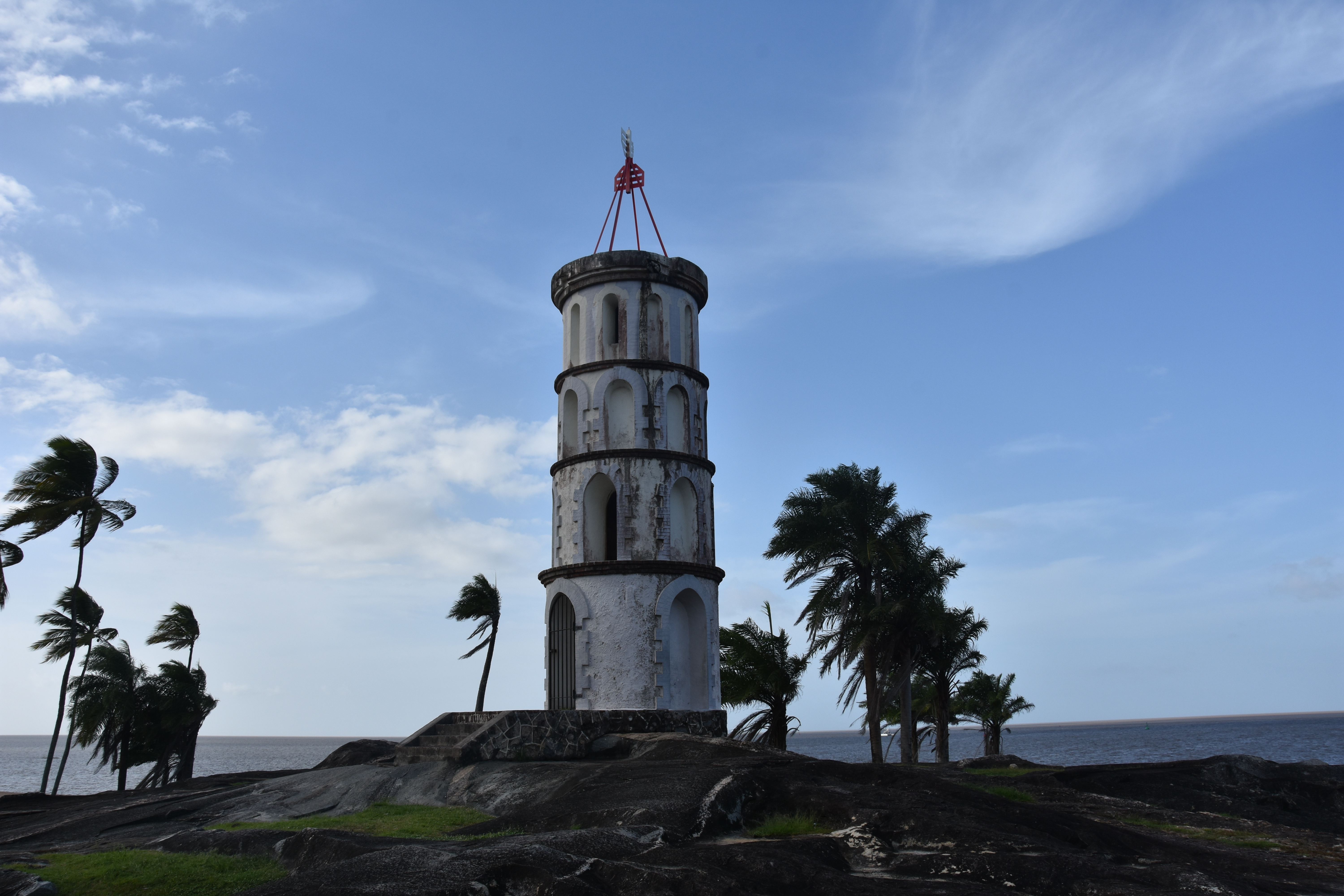
Tour Dreyfus.
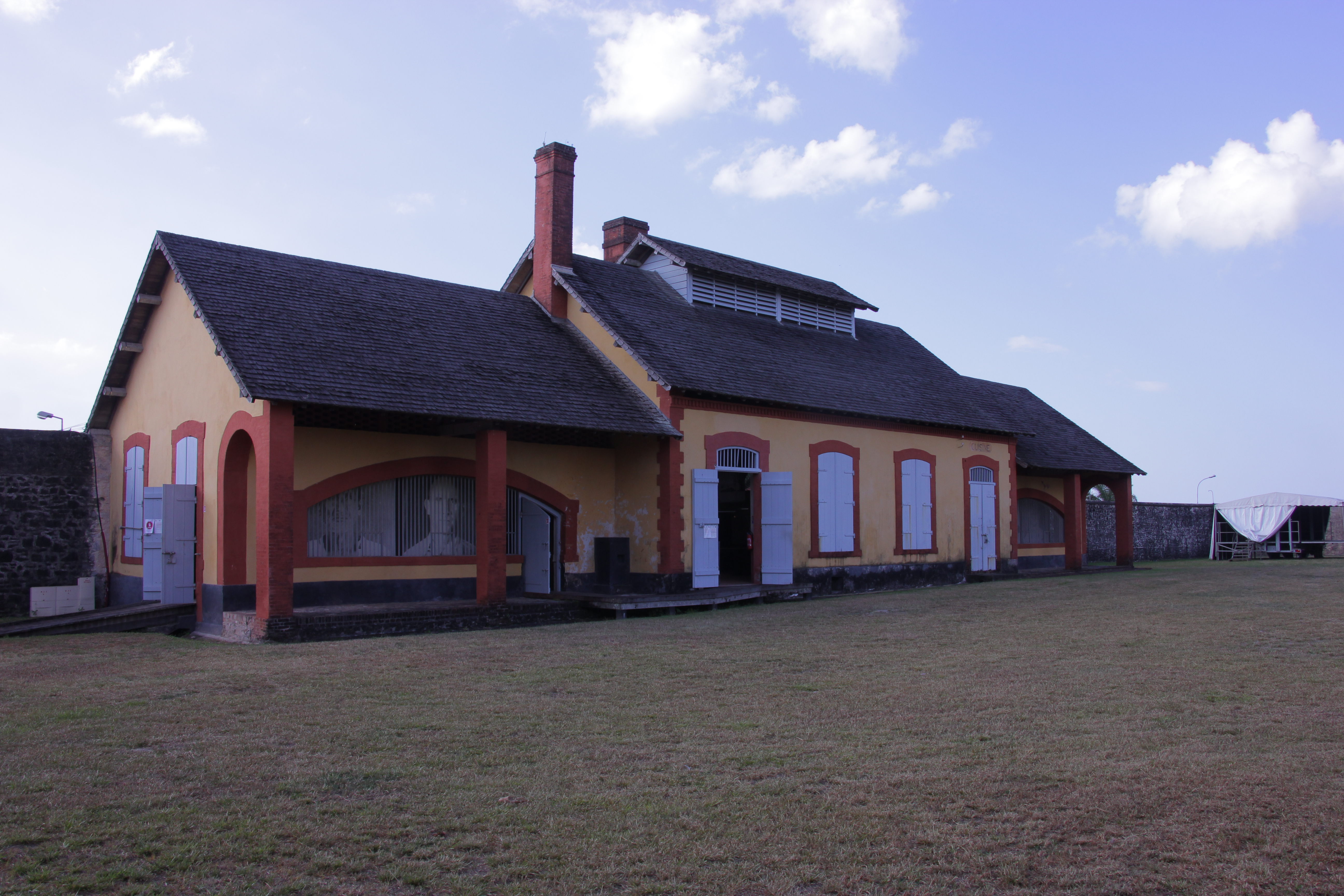
Musée du Camp de la Transportation.
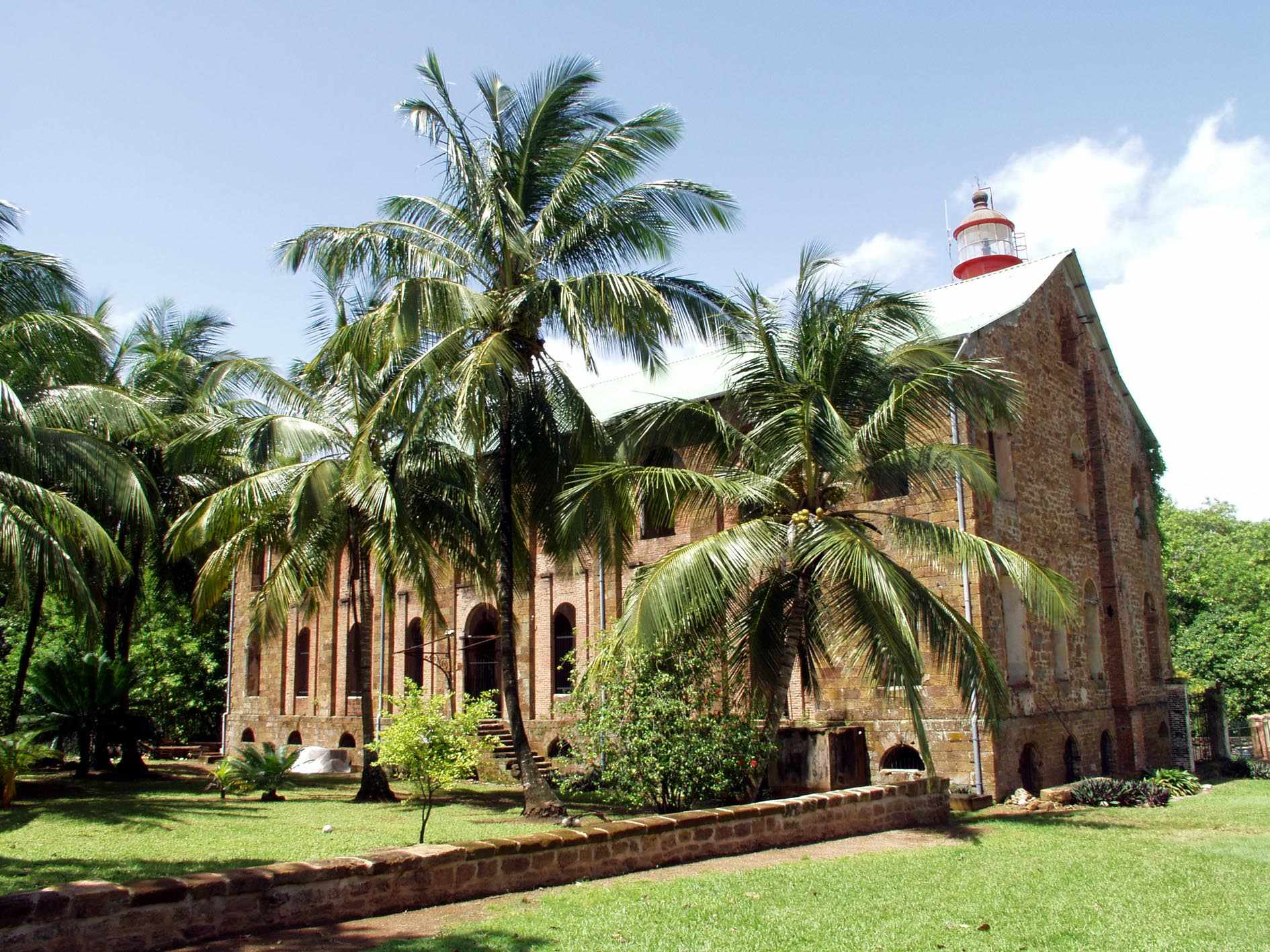
Ancienne hôpital des Îles du Salut.
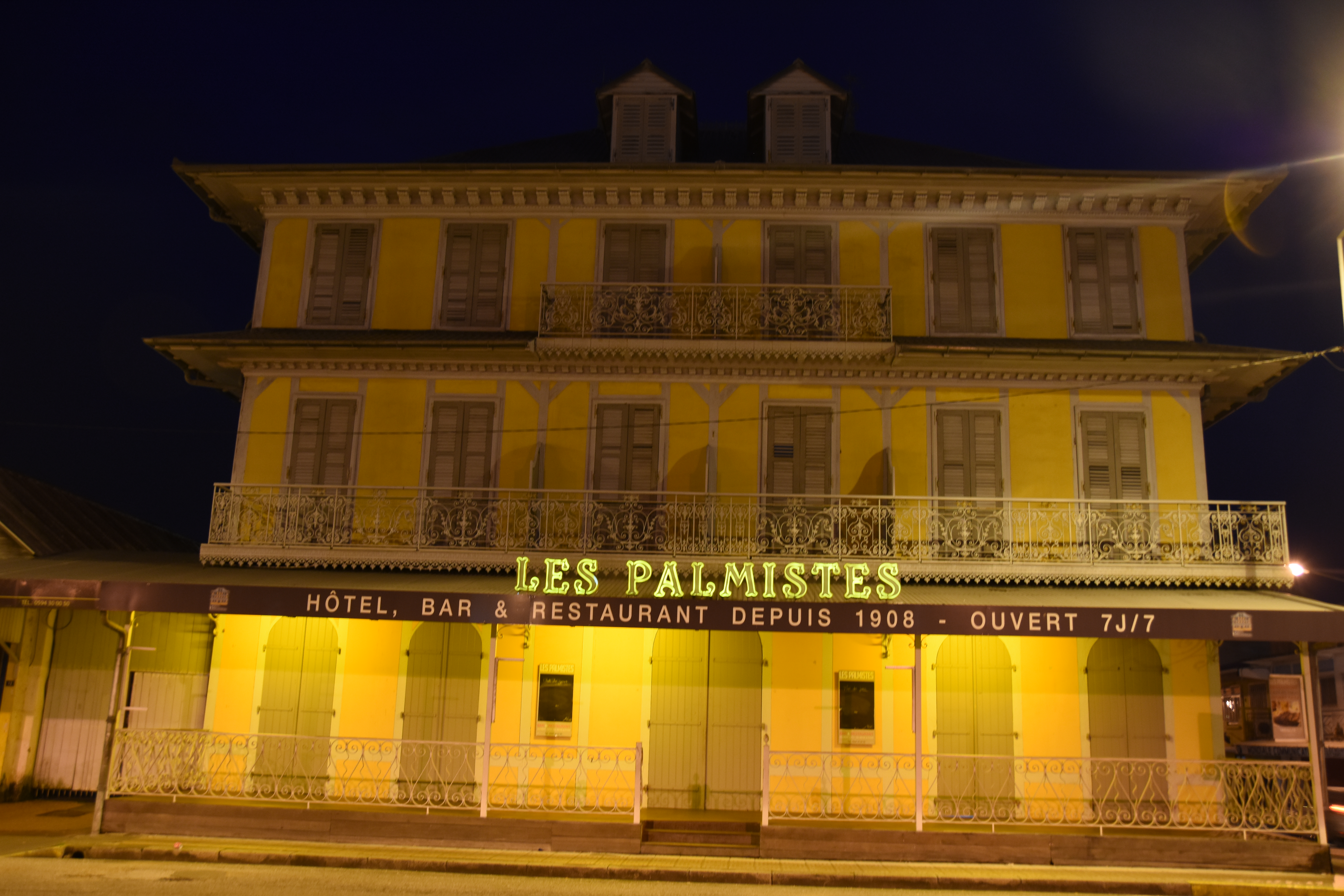
Maison Thémire.
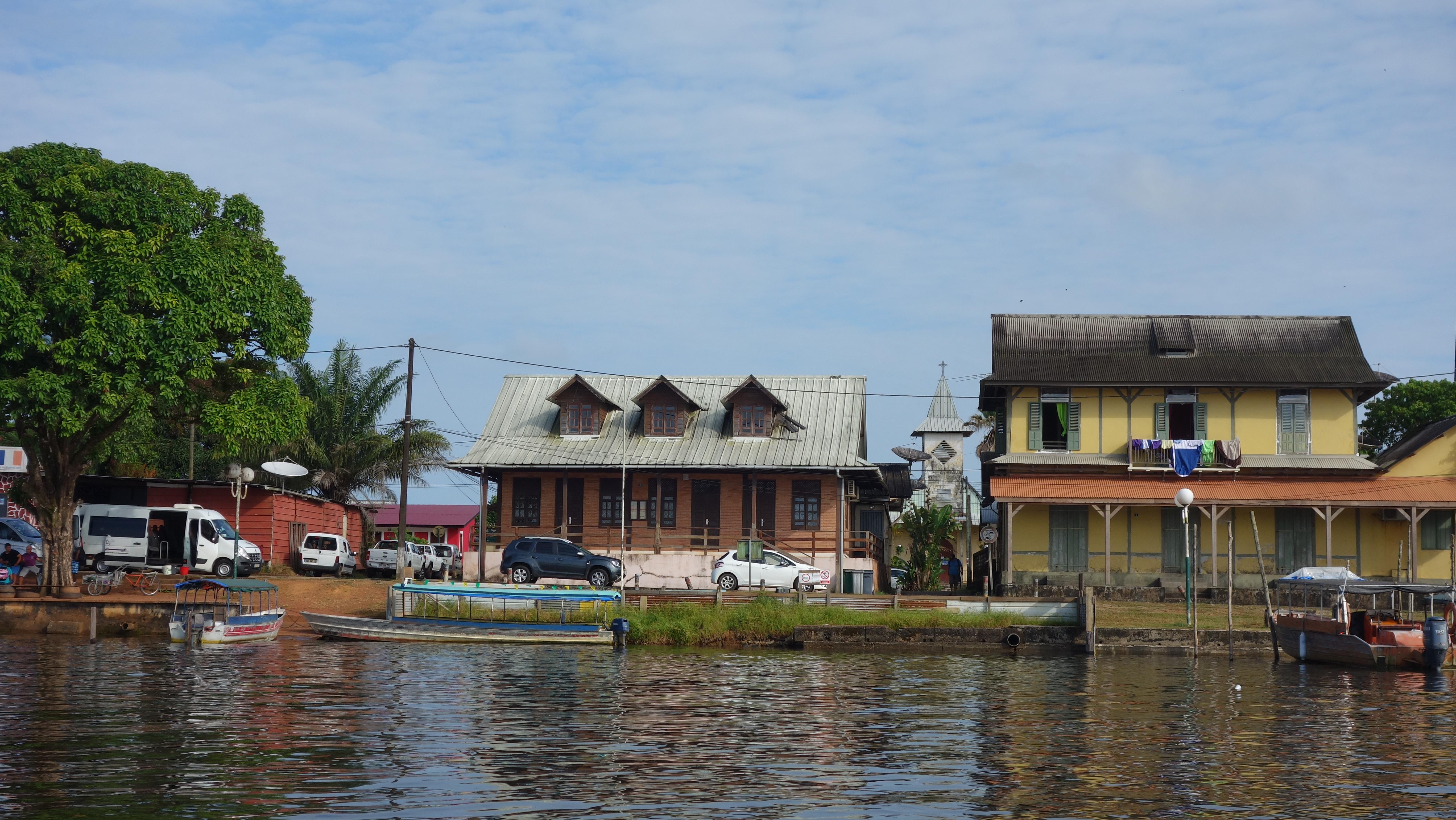
Panorama de la ville de Saint-Georges de l’Oyapock.
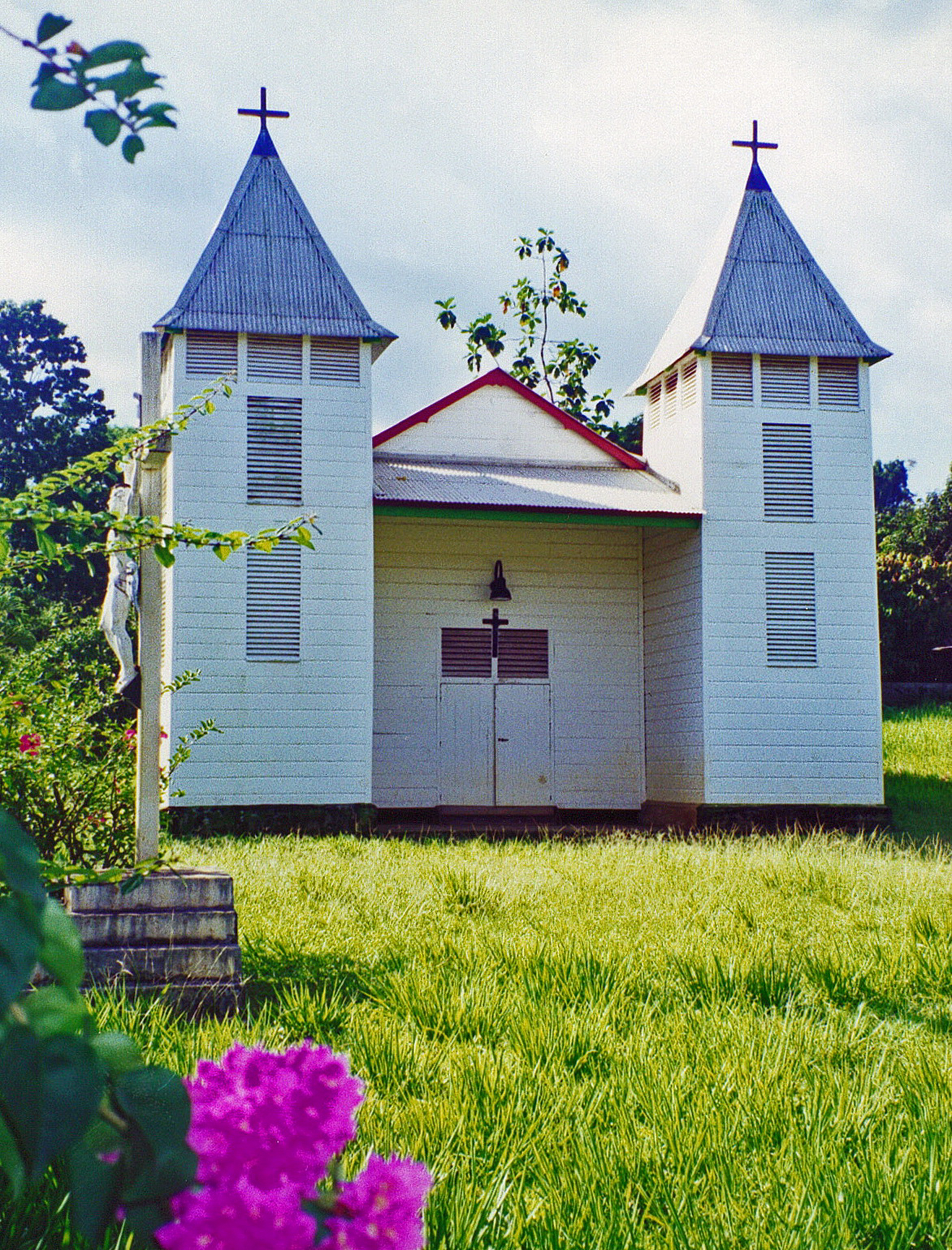
Église Saint-Antoine-de-Padoue de Saül.
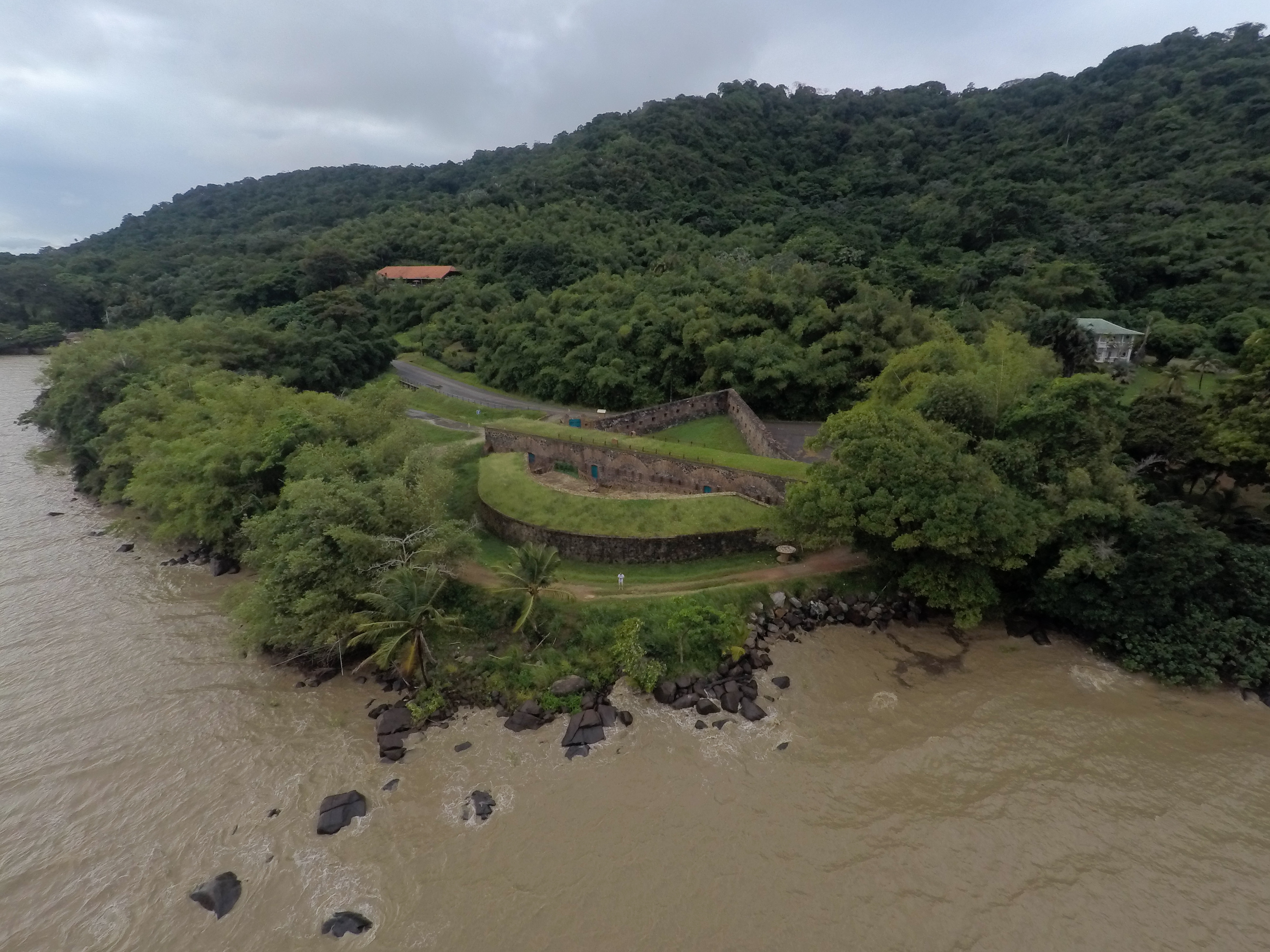
Vue aérienne du Fort Diamant.